# Blackouts
Blackouts is een album uit 1977 van de Duitse groep Ashra. Op dit album integreert Manuel Göttsching zijn kenmerkende elektrische gitaargeluiden in de elektronische soundscapes die hij op het vorige album introduceerde, met als gevolg dat het album wat lijkt op een kruising tussen Inventions For Electric Guitar en New Age Of Earth.

## Tracks
1. "77 Slightly Delayed" - 6:40
2. "Midnight On Mars" - 6:51
3. "Don't Trust The Kids" - 3:16
4. "Blackouts" - 4:38
5. "Shuttle Cocks" - 8:27
6. "Lotus Part I-IV" - 17:04

## Bezetting
- Manuel Göttsching: gitaar, keyboards, sequencer